# Un homme comme tant d'autres
Pour plus de détails, voir Fiche technique et Distribution.
Un homme comme tant d'autres (Nothing But a Man) est un drame américain réalisé par Michael Roemer, sorti en 1964.
Il est considéré comme l'un des meilleurs films sur la condition des Afro-Américains.

## Synopsis
Les difficultés d'un couple d'Afro-Américains face à la discrimination, dans l'Amérique des années 1960.

## Fiche technique
- Titre français : Un homme comme tant d'autres ou Vivre comme un homme ou Un homme comme les autres[2],[3],[4]
- Titre original : Nothing But a Man[5]
- Réalisation : Michael Roemer
- Scénario : Michael Roemer, Robert Milton Young
- Photographie : Robert Milton Young
- Montage : Luke Bennett
- Son : Robert Rubin
- Production : Michael Roemer, Robert Milton Young, Robert Rubin
- Pays de production :  États-Unis
- Durée : 91 minutes
- Format : noir et blanc - mono - 35 mm
- Genre : drame, film d'amour
- Dates de sortie : 
  - États-Unis : 19 septembre 1964
  - France : 10 janvier 1966

## Distribution
- Ivan Dixon : Duff Anderson
- Abbey Lincoln : Josie Dawson
- Yaphet Kotto : Jocko
- Leonard Parker : Frankie

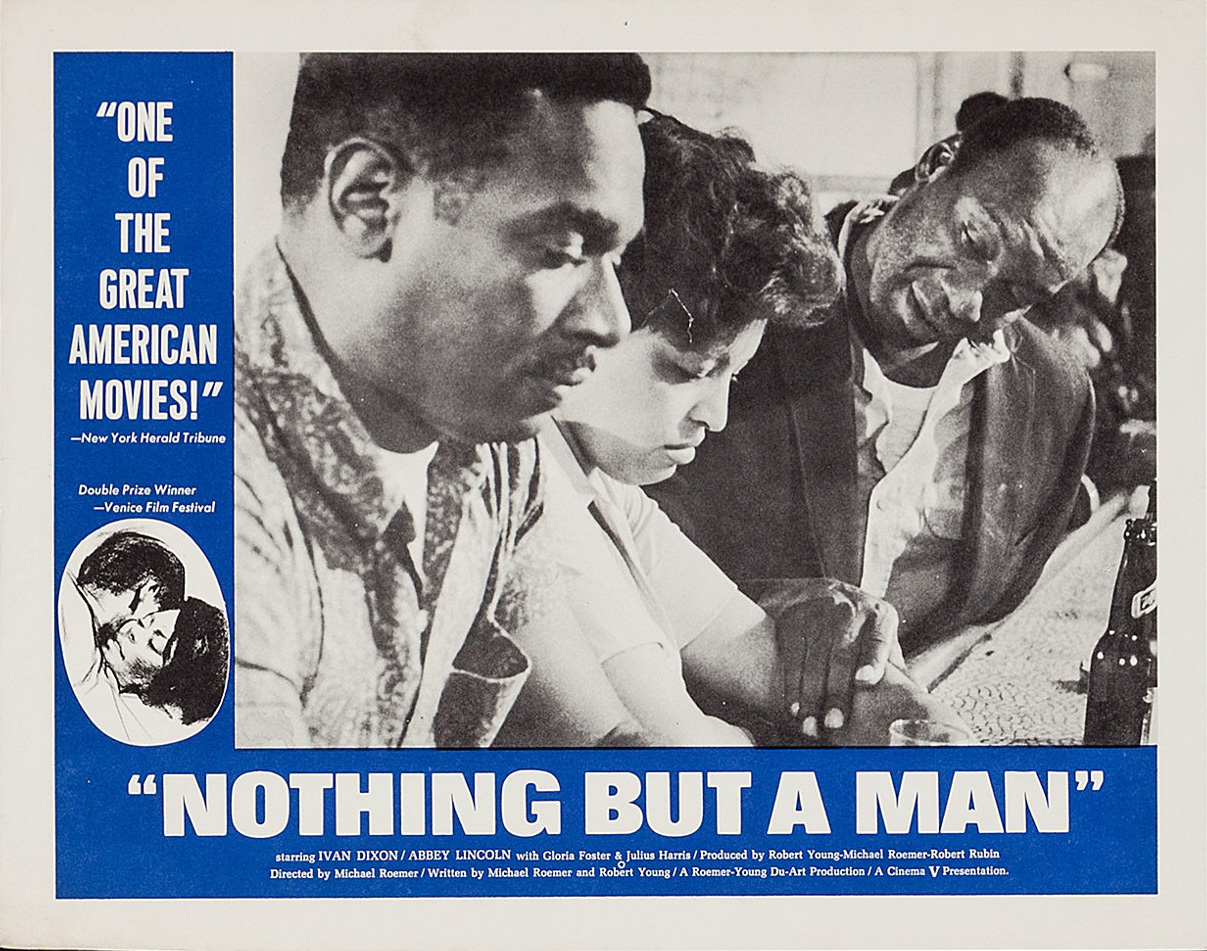
Carte promotionnelle du film.

- Stanley Green : le pasteur Dawson, père de Josie
- Gertrude Jeanette : Mrs. Dawson
- Eugene Wood : Mr Johnson, directeur de l'école
- Helen Lounck : Effie Simms
- Julius Harris : Will Anderson, père de Duff
- Gloria Foster : Lee
- Martin Priest : l'ouvrier blanc de la scierie
- Gil Rogers : le contremaitre de la scierie
- Moses Gunn : un ouvrier de la scierie

## Récompenses et nominations
- 1964 : prix San Giorgio à la Mostra de Venise
- 1993 : intègre le National Film Registry du National Film Preservation Board

## Autour du film
Nothing But a Man était le film favori de Malcolm X.

### Revue de presse
- Jean d'Yvoire, « Un Homme comme tant d'autres », Téléciné no 129, Paris, Fédération des Loisirs et Culture Cinématographique (FLECC), juin-juillet 1966, p. 53,  (ISSN 0049-3287)